# Angerbach (hrad)
Angerbach je zaniklý hrad ležící jeden kilometr severovýchodně od města Kožlany v okrese Plzeň-sever na ostrožně nad soutokem Javornice a Hradeckého potoka v nadmořské výšce 400 metrů. Od roku 1964 je chráněn jako kulturní památka.
Angerbach je novověké označení hradu, který existoval přibližně ve druhé polovině třináctého století na západním okraji přemyslovského loveckého hvozdu. Z doby jeho existence se nedochovaly žádné písemné prameny a za jeho zakladatele je považován panovník nebo drobný šlechtic se služebným vztahem k Týřovu. Pro svou archaickou podobu s převahou dřevěných a zemních konstrukcí byl Angerbach zařazen mezi hrady přechodného typu.

## Historie
Ačkoliv existuje řada historických pramenů zmiňujících hrad Angerbach, všechny se vztahují ke hradu Týřov, pro který se používala též německá varianta názvu Angerbach. S lokalitou u Kožlan spojují jméno Angerbach až prameny z osmnáctého století. Je možné, že původně byly oba pojmenovány stejně a jejich jména se rozlišovala přívlastkem (malý/velký, starý/nový apod.), který byl později zapomenut.

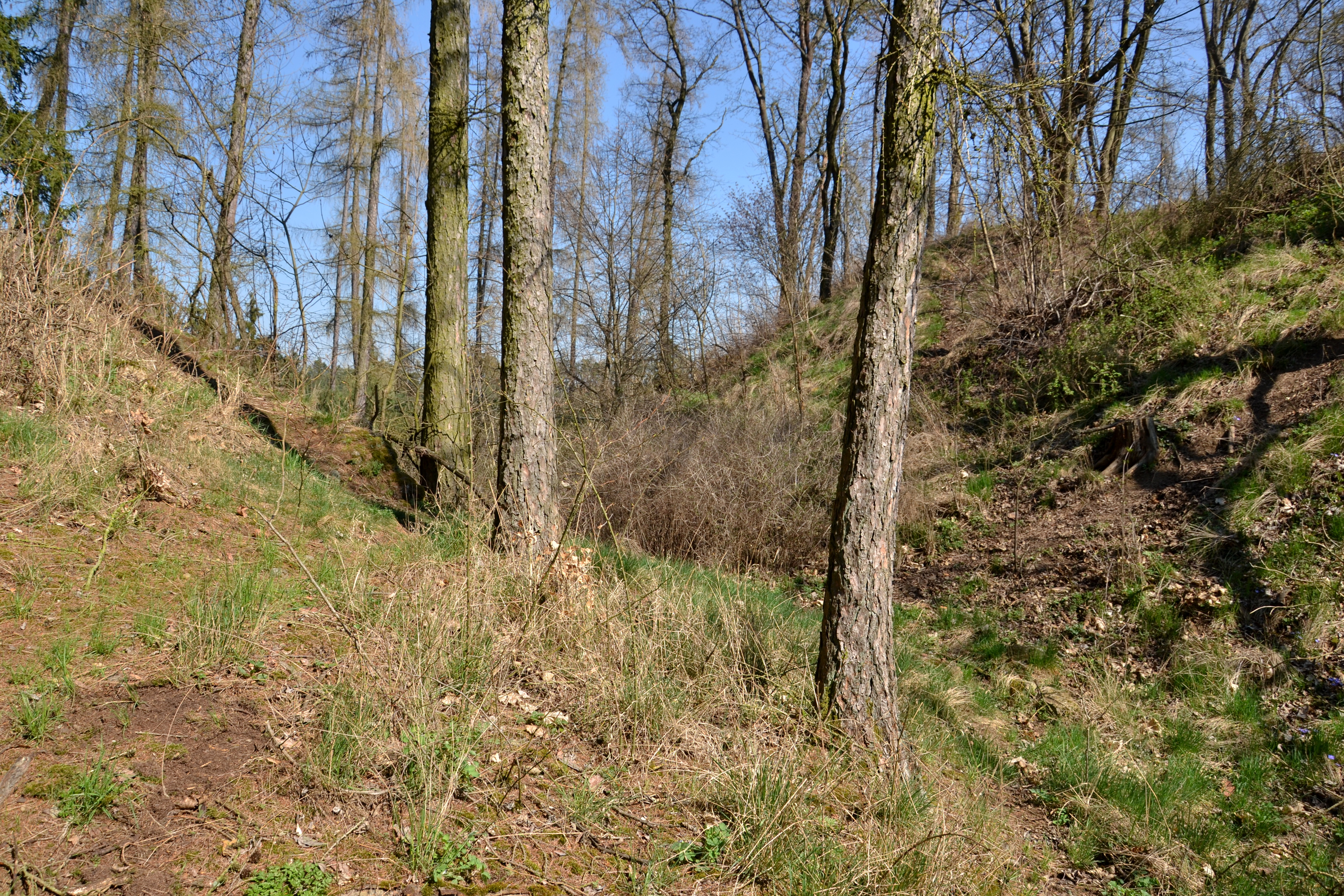
První příkop v čele hradu

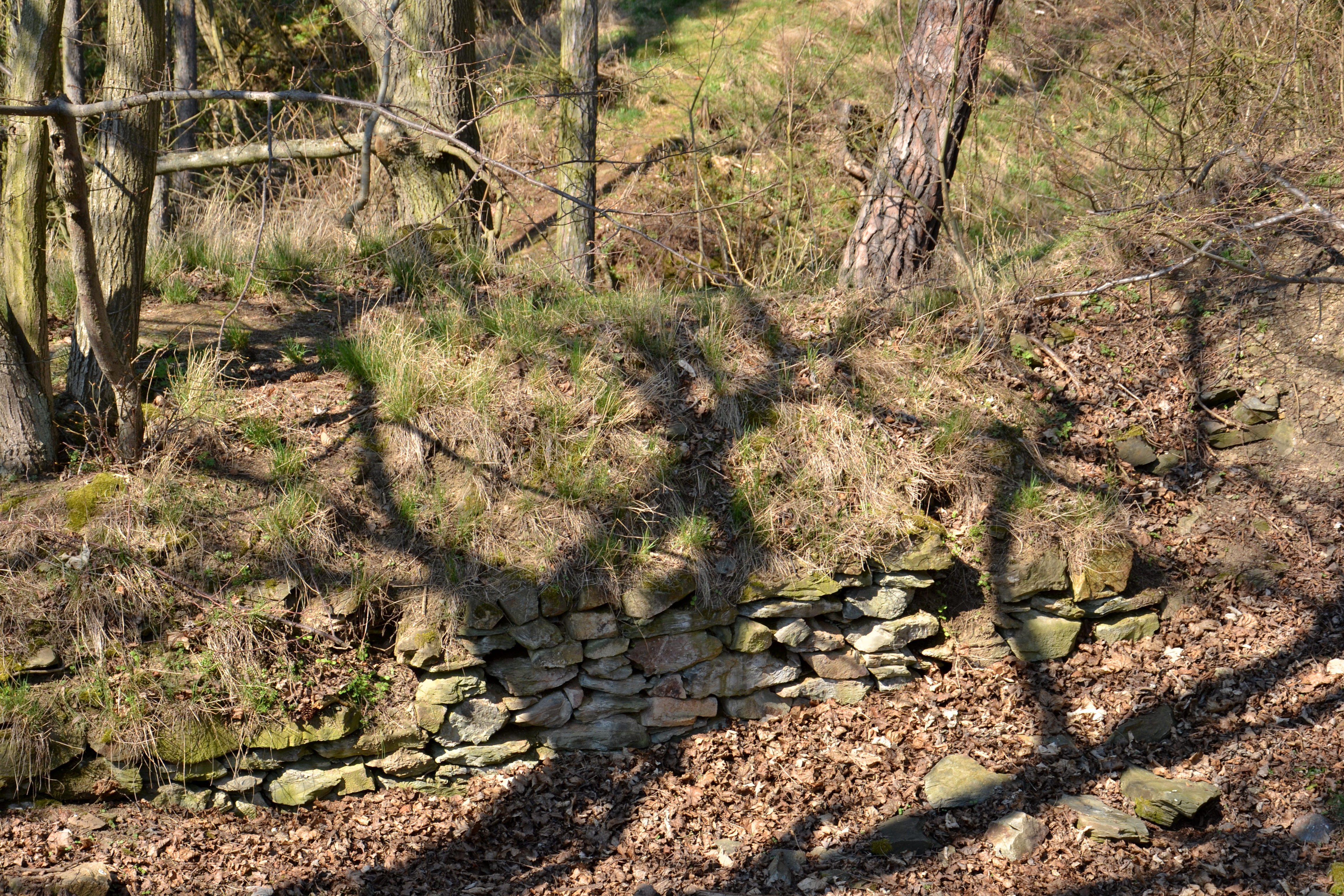
Vyzdívky zemnice vybudované bez použití malty

Podle výsledků archeologického výzkumu byl hrad založen okolo poloviny třináctého století, někdy po roce 1238, kdy král Václav I. v rámci budování mocenské opory v oblasti přemyslovského loveckého hvozdu získal městečko Kožlany. Existovala-li funkční vazba Angerbachu s Týřovem, byl Angerbach založen po Týřovu. Angerbach u Kožlan pak plnil funkci pomocného správního objektu v odlehlé části týřovského panství. Příslušnost k Týřovu může dokládat lokalita Týřovský rybník na Týřovském potoce mezi Kožlany a Kralovicemi, byť je možné, že název rybníka je odvozen ze jména rodu Týřovských z Ensidle, kteří okolní krajinu vlastnili na přelomu středověku a novověku. Dokladem královského založení také může být název Královská hora, který označuje terénní útvar, na němž hrad stával.
V době vzniku byl Angerbach plnohodnotnou stavbou, ale ve srovnání s dalšími královskými hrady patřil k objektům nižší kvalitativní úrovně, a navíc rychle zastarával. Samotná staticky problematická konstrukce valů vyžadující průběžnou údržbu musela být vedle historického vývoje jedním z důvodů, proč byl Angerbach, nejspíše už na začátku čtrnáctého století opuštěn.
Existuje možnost, že hrad u Kožlan nebyl královským hradem, ale sídlem drobného šlechtice nebo mana s vazbou k Týřovu. Tuto hypotézu vyslovil Vladislav Razím v roce 2005, ale Tomáš Durdík ji odmítl s poukazem na mohutnost opevnění, jíž s tehdejší lokality šlechtického původu nedosahovaly.
V dubnu 2004 bylo zjištěno narušení terénu na severovýchodní straně hradního jádra, z něhož bylo získáno 25 keramických zlomků z přelomu 13. a 14. století. V narušení byla patrná lícovaná zeď stejného charakteru jako u zemnice v předním hradě. U té došlo mezi lety 1975 a 2009 k destrukcím zdiva, v jejichž důsledku se stěny zemnice snížily až o polovinu.

## Archeologie

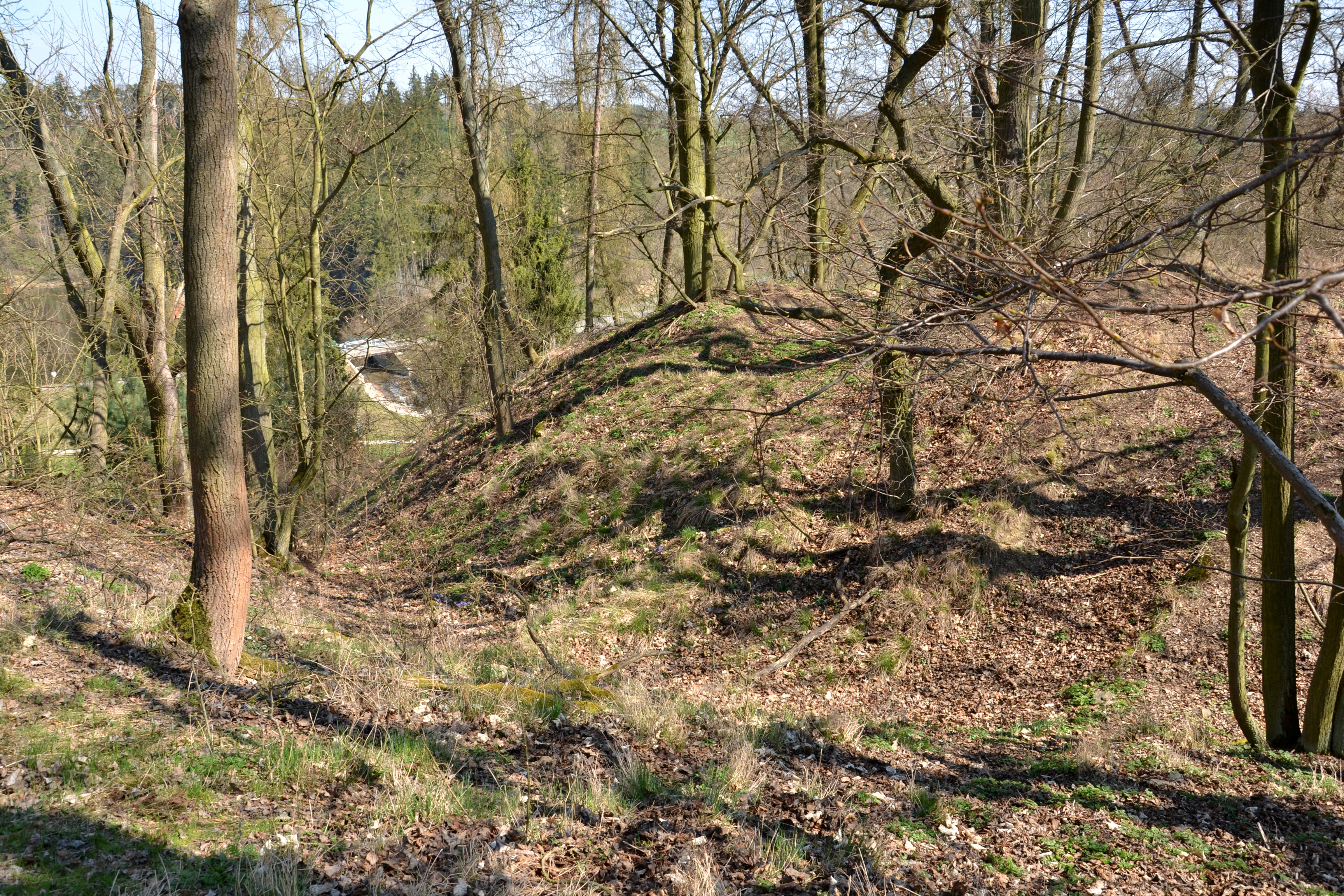
Druhý příkop mezi první a druhou částí hradu

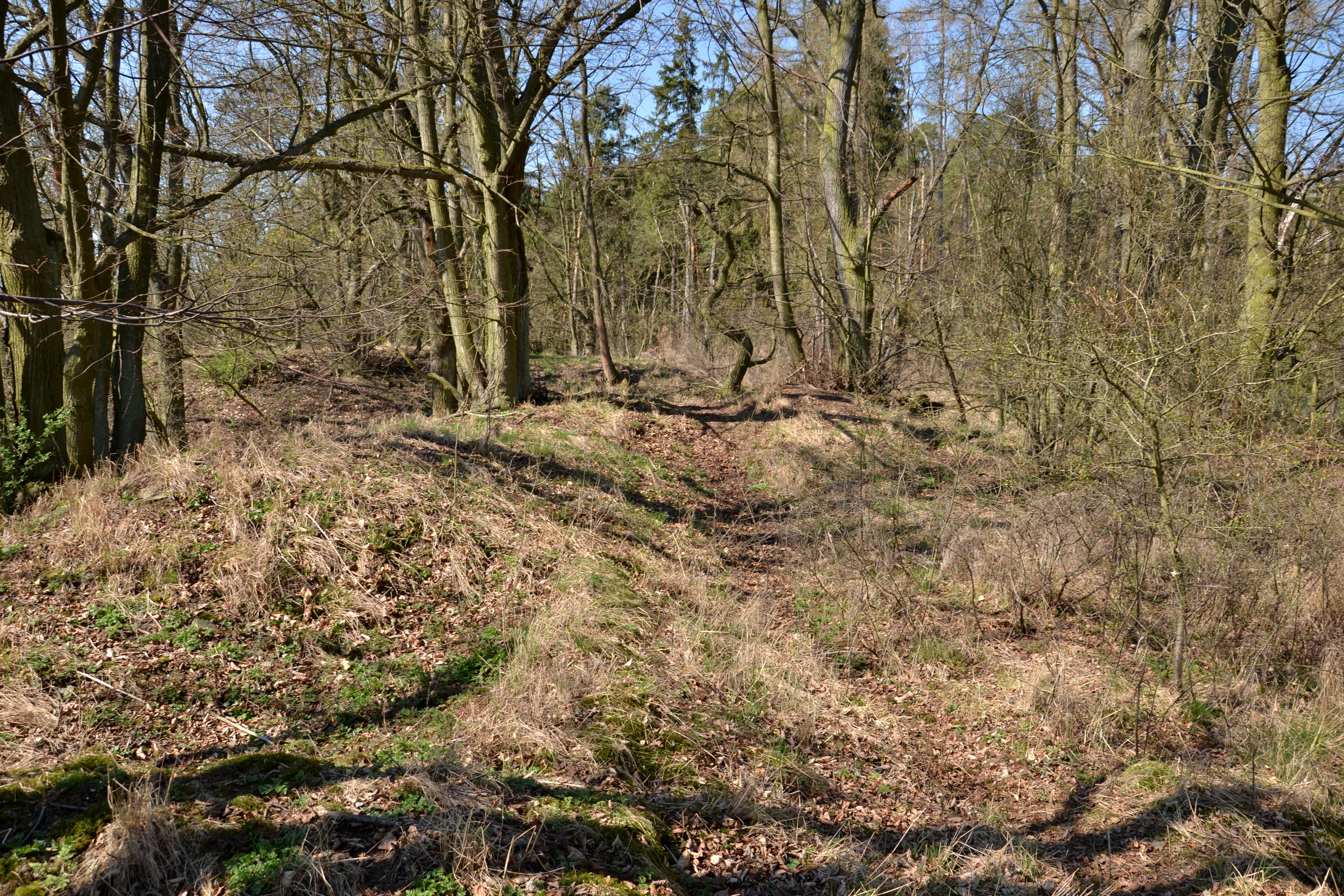
Prostor hradního jádra

Z hradu pochází rozsáhlý soubor keramických zlomků, ale nedostatečné poznání regionálního vývoje keramiky brání jejich přesnějšímu datování než do druhé poloviny třináctého až první poloviny čtrnáctého století. Kovové předměty se na lokalitě dochovaly ve velmi špatném stavu a téměř polovinu jich tvoří hřeby a hřebíky. Z druhého příkopu pochází zlomky visacího zámku. Militaria (asi 20 % kovových nálezů) jsou zastoupena pouze hroty lukostřeleckých šípů a střelami do kuše. Na hradě byla nalezena jediná mince v destrukční vrstvě, která se vytvořila až po zániku hradu. Pravděpodobně se jedná o haléř vyražený v Hallu během čtrnáctého až patnáctého století. Vzhledem k nepříznivým podmínkách se dochovalo jen malé množství kostí, z nichž jen necelá čtyři procenta patřila lovné zvěři, což odporuje představě Angerbachu jako loveckého hrádku.

## Stavební podoba
Angerbach měl dvojdílnou dispozici. První, přibližně obdélná část, byla chráněna valem, příkopem a roubenou stěnou. Uvnitř stála rozměrná zemnice vyhloubená ve skále se stěnami z kamenné obezdívky. Druhá část hradu byla oddělena dalším příkopem a přístupná po dřevěném mostě. Čelní a obě boční strany byly opevněny sypaným valem bez jakékoliv vnitřního zpevnění a čelní stranu zpevňovala kamenná obezdívka. Hrázděný palác byl vsazen mezi boční valy tak, že jeho zadní strana byla součástí obvodového opevnění. Zadní strana ostrožny byla přeťata dvojicí příkopů.